# لاري ر. براون
لاري ر. براون (بالإنجليزية: Larry R. Brown)‏ هو سياسي أمريكي، ولد في 9 فبراير 1943 بوينستون-سالم في الولايات المتحدة، وتوفي في 16 أغسطس 2012 ببينهورست في الولايات المتحدة. حزبياً، نشط في الحزب الجمهوري والحزب الديمقراطي. وقد انتخب عضو مجلس نواب كارولينا الشمالية.